# Zuleyka Rivera

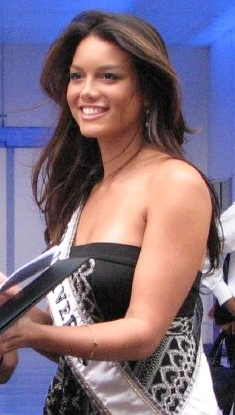
Zuleyka Rivera

Zuleyka Jerrís Rivera Mendoza (n. 3 octombrie 1987, Cayey, Puerto Rico) este un fotomodel portorican. Ea a fost aleasă în anul 2006, Miss Puerto Rico. La vârsta de 19 ani în același an este aleasă și Miss Universe. Astfel ea va fi următoarea Miss Universe după portoricanele Denise Quiñones (2001), Dayanara Torres (1993), Deborah Carthy-Deu (1985) și Marisol Malaret (1970). În perioada de un în care a fost Miss Universe, a apărut la reprezentații ca „Messages of Peace Konzert“ organizate de ONU. Ulterior ea a lucrat ca manechin și fotomodel.